# Кочёвский район
Кочёвский район — административный район в Коми-Пермяцком округе Пермского края России. На территории района образован Кочёвский муниципальный округ. Административный центр — село Кочёво. Площадь — 2718 км². Население — ↘9469 чел. (2023). Национальный состав (2010): коми-пермяки — 74,3 %, русские — 23,8 %.

## География
Территория района составляет 2718 км².
Район граничит с Гайнским, Косинским, Юрлинским муниципальными районами Пермского края, Верхнекамским районом Кировской области.
80,7 % территории района покрыто лесами, где преобладают леса хвойных пород. 12 % территории занимают сельскохозяйственные угодья. Болота занимают 3,2 тыс. га района.
Район приравнен к районам Крайнего Севера.

## История
Кочёвский район был создан 14 октября 1926 года, по другим данным — 15 сентября 1926 года. Он был выделен из состава Юрлинского района.
В 1947 году в Кочёвском районе было 13 сельсоветов. В 1981 году район включал 7 сельсоветов: Большекочинский, Воробьёвский, Кочёвский, Маратовский, Петуховский, Сепольский, Юксеевский.

## Население
| 1939    | 1959    | 1970    | 1979    | 1989    | 2000    | 2002    | 2005    | 2006    |
| ------- | ------- | ------- | ------- | ------- | ------- | ------- | ------- | ------- |
| 14 109  | ↗19 709 | ↘19 286 | ↘16 024 | ↘14 188 | ↘13 928 | ↘12 856 | ↘12 510 | ↘12 300 |
| 2007    | 2008    | 2009    | 2010    | 2011    | 2012    | 2013    | 2014    | 2015    |
| →12 300 | ↗12 356 | ↘12 342 | ↘11 167 | ↘11 158 | ↘10 976 | ↘10 828 | ↘10 629 | ↘10 496 |
| 2016    | 2017    | 2018    | 2019    | 2020    | 2021    | 2023    |         |         |
| ↘10 338 | ↘10 263 | ↘10 121 | ↘10 037 | ↘10 026 | ↘9778   | ↘9469   |         |         |

### Национальный состав
Национальный состав (по переписи 2010 года): коми-пермяки — 74,3 %, русские — 23,8 %.

## Муниципальное устройство
В рамках организации местного самоуправления на территории района функционирует Кочёвский муниципальный округ (с 2004 до 2019 гг. — Кочёвский муниципальный район).
С 2004 до 2019 гг. в состав существовавшего в этот период муниципального района входили 5 сельских поселений:
| № | Наименование                       | Административный центр | Количество населённых пунктов | Население (чел.) |
| - | ---------------------------------- | ---------------------- | ----------------------------- | ---------------- |
| 1 | Большекочинское сельское поселение | село Большая Коча      | 14                            | ↘834             |
| 2 | Кочёвское сельское поселение       | село Кочёво            | 32                            | ↗6010            |
| 3 | Маратовское сельское поселение     | посёлок Мараты         | 3                             | ↘739             |
| 4 | Пелымское сельское поселение       | село Пелым             | 8                             | ↘1068            |
| 5 | Юксеевское сельское поселение      | село Юксеево           | 10                            | ↘1386            |

В 2019 году Кочёвский муниципальный район и все входившие в него сельские поселения были упразднены и объединены в новое муниципальное образование — Кочёвский муниципальный округ.

## Населённые пункты
В Кочёвский район входят 64 населённых пунктов (все — сельские).
| №  | Населённый пункт | Тип     | Население | Бывшее сельское поселение |
| -- | ---------------- | ------- | --------- | ------------------------- |
| 1  | Абрамовка        | деревня | 20        | Большекочинское           |
| 2  | Акилово          | посёлок | ↘259      | Кочёвское                 |
| 3  | Архипово         | деревня | 7         | Юксеевское                |
| 4  | Бажово           | деревня | 35        | Юксеевское                |
| 5  | Беленьково       | деревня | 13        | Большекочинское           |
| 6  | Боголюбово       | деревня | 1         | Кочёвское                 |
| 7  | Большая Коча     | село    | 538       | Большекочинское           |
| 8  | Большой Пальник  | деревня | 37        | Большекочинское           |
| 9  | Борино           | деревня | 155       | Большекочинское           |
| 10 | Буждым           | посёлок | 199       | Маратовское               |
| 11 | Васькино         | деревня | 22        | Кочёвское                 |
| 12 | Вежайка          | деревня | 4         | Большекочинское           |
| 13 | Вершинино        | деревня | 79        | Юксеевское                |
| 14 | Воробьёво        | деревня | 66        | Кочёвское                 |
| 15 | Гаинцево         | деревня | 10        | Кочёвское                 |
| 16 | Гордеево         | деревня | 3         | Пелымское                 |
| 17 | Дёма             | деревня | 17        | Кочёвское                 |
| 18 | Демидовка        | деревня | 5         | Большекочинское           |
| 19 | Дёмино           | деревня | 94        | Кочёвское                 |
| 20 | Запольцево       | деревня | 4         | Кочёвское                 |
| 21 | Зуево            | деревня | 36        | Большекочинское           |
| 22 | Зыряново         | деревня | 131       | Пелымское                 |
| 23 | Кочёво           | село    | ↗3747     | Кочёвское                 |
| 24 | Красная Курья    | посёлок | 92        | Кочёвское                 |
| 25 | Кузьмино         | деревня | 144       | Пелымское                 |
| 26 | Кукушка          | деревня | 195       | Кочёвское                 |
| 27 | Кышка            | деревня | 194       | Кочёвское                 |
| 28 | Лобозово         | деревня | 58        | Кочёвское                 |
| 29 | Лягаево          | деревня | 117       | Кочёвское                 |
| 30 | Мара-Пальник     | деревня | 95        | Большекочинское           |
| 31 | Мараты           | посёлок | 504       | Маратовское               |
| 32 | Маскаль          | деревня | 36        | Большекочинское           |
| 33 | Митино           | деревня | 168       | Юксеевское                |
| 34 | Москвино         | деревня | 75        | Юксеевское                |
| 35 | Ой-Пожум         | деревня | 39        | Кочёвское                 |
| 36 | Октябрьский      | посёлок | 601       | Кочёвское                 |
| 37 | Отопково         | деревня | 108       | Пелымское                 |
| 38 | Палькояг         | деревня | 36        | Кочёвское                 |
| 39 | Пармайлово       | деревня | 40        | Юксеевское                |
| 40 | Пелым            | село    | 720       | Пелымское                 |
| 41 | Петрушино        | деревня | 6         | Кочёвское                 |
| 42 | Петухово         | деревня | 89        | Пелымское                 |
| 43 | Полозайка        | деревня | 9         | Кочёвское                 |
| 44 | Пузым            | деревня | 4         | Большекочинское           |
| 45 | Пыстогово        | деревня | 80        | Большекочинское           |
| 46 | Сальниково       | деревня | 9         | Кочёвское                 |
| 47 | Сеполь           | деревня | 407       | Кочёвское                 |
| 48 | Серва            | посёлок | 260       | Юксеевское                |
| 49 | Сизово           | деревня | 10        | Юксеевское                |
| 50 | Слепоево         | деревня | 44        | Кочёвское                 |
| 51 | Сюльково         | деревня | 22        | Кочёвское                 |
| 52 | Тарасово         | деревня | 94        | Кочёвское                 |
| 53 | Ташка            | деревня | 43        | Кочёвское                 |
| 54 | Тубызово         | деревня | 8         | Пелымское                 |
| 55 | Уржа             | деревня | 24        | Кочёвское                 |
| 56 | Урья             | деревня | 31        | Большекочинское           |
| 57 | Усть-Онолва      | посёлок | 282       | Маратовское               |
| 58 | Усть-Силайка     | посёлок | 507       | Юксеевское                |
| 59 | Усть-Янчер       | посёлок | 126       | Кочёвское                 |
| 60 | Хазово           | деревня | 90        | Кочёвское                 |
| 61 | Шаньшерово       | деревня | 12        | Кочёвское                 |
| 62 | Шипицино         | деревня | 25        | Кочёвское                 |
| 63 | Шорша            | деревня | 39        | Кочёвское                 |
| 64 | Юксеево          | село    | ↘459      | Юксеевское                |

По состоянию на 1 января 1981 года на территории Кочёвского района находился 81 сельский населённый пункт.

### Упразднённые населённые пункты
В 2003 году были упразднены деревни Нинмараск (влита в посёлок Октябрьский) и Малая Коча (влита в село Большая Коча).
В 2009 году упразднены как фактически прекратившие существование и исключены из учётных данных деревни Дзельгорт, Киршино, Куделька и Малый Маскаль, в 2022 году — деревня Прошино.
- 2023 год — деревня Ошово, Дурово

Ранее также была упразднена деревня Никитино.

## Экономика
Специализация района — лесоэксплуатация, лесопереработка, деревообработка, сельское хозяйство.